# Nicole Malachowski
Nicole Margaret Ellingwood Malachowski, nata Nicole Ellingwood, (Santa Maria, 26 settembre 1974), è un'ex militare, aviatrice dell'aeronautica statunitense, ufficiale in pensione dell'Aeronautica Militare degli Stati Uniti (USAF) e la prima donna pilota selezionata per volare nell'USAF Air Demonstration Squadron, meglio conosciuto come Thunderbirds. In seguito è diventata conferenziera e sostenitrice di pazienti affetti da malattie trasmesse da zecche.
Prima di entrare nell'Accademia dell'Aeronautica degli Stati Uniti nel 1992, la Malachowski è stata un cadetto della Civil Air Patrol. Al momento del diploma, nel 1996, ha ottenuto il grado di secondo tenente. La sua prima esibizione pubblica con i Thunderbirds risale al marzo 2006, e il suo indicativo di chiamata da aviatore era "FiFi". Ha trascorso le stagioni 2006 e 2007 volando con l'aereo numero 3 (ala destra) nella formazione a diamante. Tra il 1º settembre 2008 e il 31 agosto 2009, è stata in missione speciale, partecipando al White House Fellows Program per la classe 2008-2009, assegnata alla General Services Administration. Nel 2011 ha assunto il comando del 333d Fighter Squadron presso la Base Aerea di Seymour Johnson, in Carolina del Nord. Nel settembre 2015 è tornata alla Casa Bianca per diventare direttrice esecutiva dell'iniziativa Joining Forces a sostegno dei veterani, dei membri del servizio e delle famiglie dei militari. È stata congedata dall'USAF per motivi medici nel 2017, dopo aver raggiunto il grado di colonnello. Nel 2019 è stata inserita nella National Women's Hall of Fame.

## Primi anni, formazione e biografia personale
Nicole Malachowski è nata a Santa Maria, in California, da Cathy e Robert Ellingwood. Durante le scuole superiori è stata membro cadetto del Nevada Wing della Civil Air Patrol e ha partecipato all'AFJROTC, dove è stata classificata colonnello cadetto, il grado più alto che un cadetto possa raggiungere. Ha iniziato a lavorare per ottenere il brevetto di pilota prima di diplomarsi. Si è diplomata alla Western High School di Las Vegas nel 1992.
Ha conseguito una laurea in gestione aziendale, con una specializzazione in francese, presso l'United States Air Force Academy, diplomandosi quarta nella classe del 1996. Durante l'accademia è stata sia pilota che istruttore cadetto nel programma di volo in aliante TG-4 dell'accademia. Ha inoltre conseguito un Master of Arts presso l'American Military University in politica di sicurezza nazionale e un secondo in Sicurezza Nazionale e Studi Strategici presso l'U.S. Naval War College, dove si è laureata con il massimo dei voti. Durante la permanenza al Naval War College, è stata il primo ufficiale dell'USAF a ottenere il premio Ammiraglio Stephen B. Luce come laureato d'onore della classe.
La Malachowski è sposata con il tenente colonnello Paul G. Malachowski (USAF, in pensione), ex Ufficiale dei Sistemi d'Arma degli F-15E Strike Eagle. La coppia si è incontrata mentre entrambi prestavano servizio come equipaggi nel 48º Stormo di caccia presso la RAF Lakenheath, nel Regno Unito. Nell'aprile 2010 è stata ricoverata al Mother and Infant Care Center (MICC) del National Naval Medical Center di Bethesda, Maryland, in attesa della nascita di due gemelli. Dopo un ricovero di nove settimane, il 6 giugno 2010 ha dato alla luce la figlia Norah e il figlio Garrick. Dopo il pensionamento per motivi medici nel 2017, è diventata un'insegnante e una consulente per le persone affette da malattie trasmesse da zecche.

## Carriera professionale

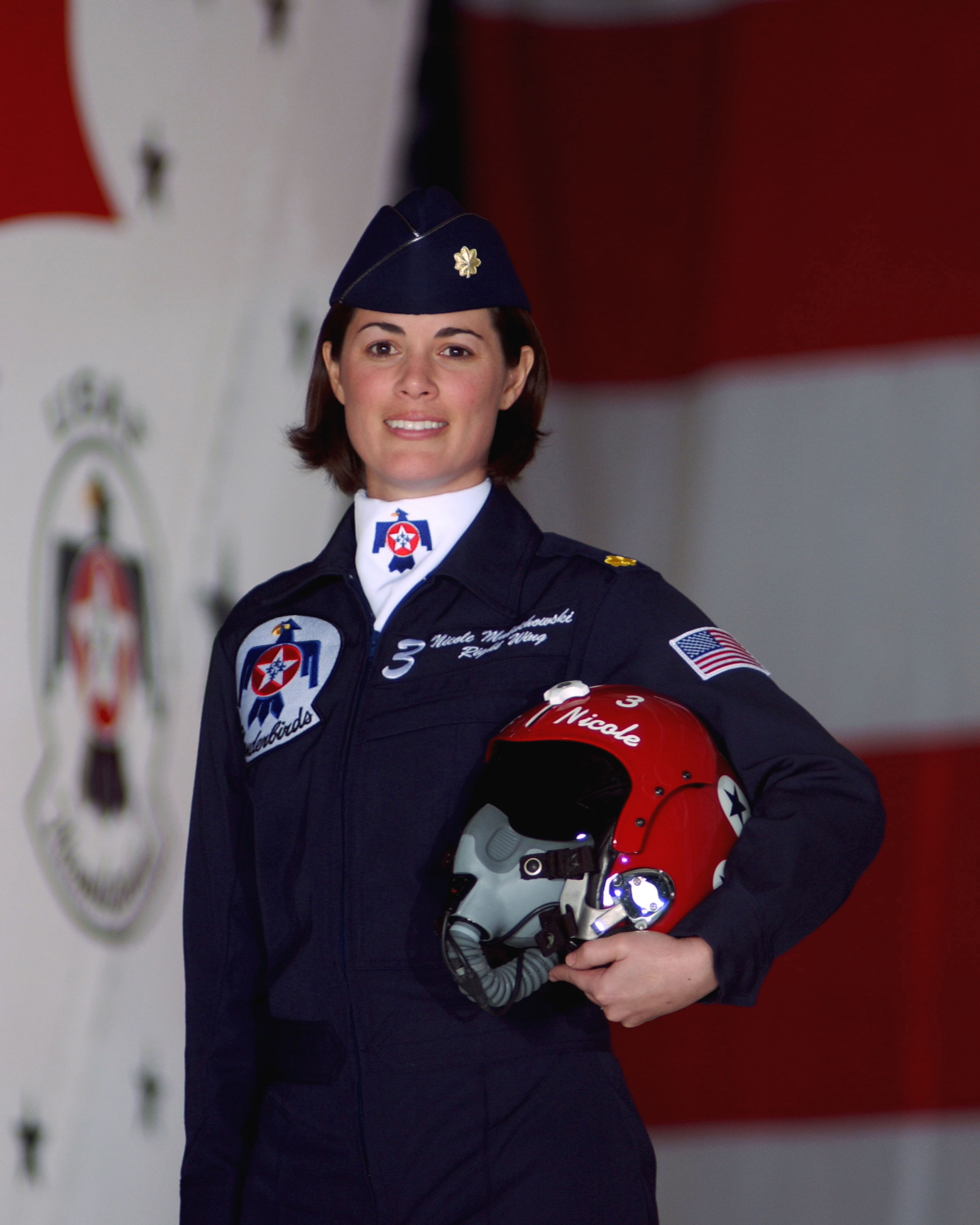
Ritratto USAF Thunderbirds

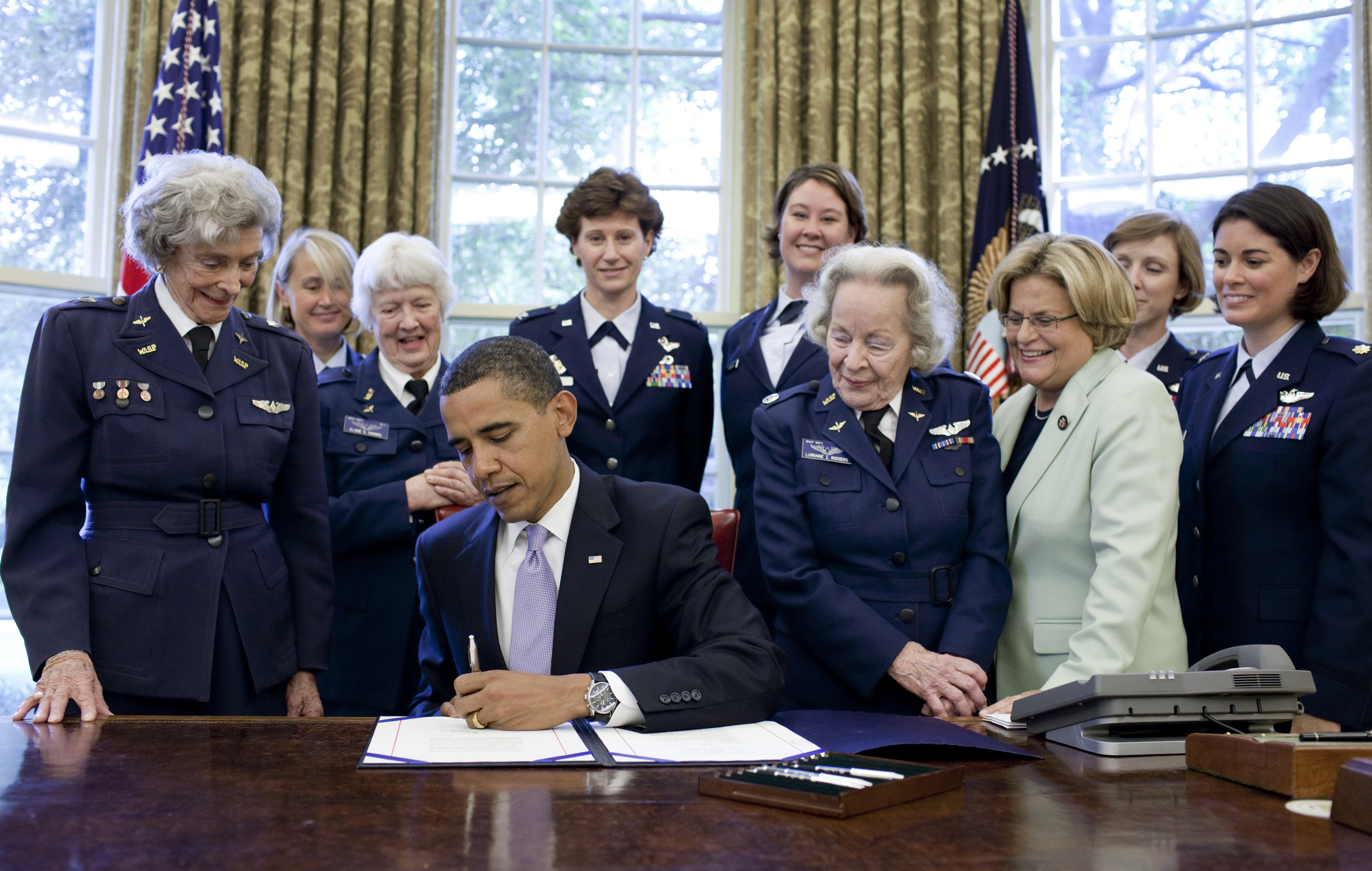
Il maggiore Malachowski (all'estrema destra) alla cerimonia di luglio 2009 alla Casa Bianca in onore dei WASP.

Ha prestato servizio in due missioni operative presso la RAF Lakenheath, in Inghilterra, con il 48° Fighter Wing; è stata assegnata al 4° Fighter Wing presso la Seymour Johnson AFB e come Ufficiale di collegamento aereo a supporto della 2ª Divisione di Fanteria a Camp Red Cloud, in Corea del Sud. Durante la sua seconda missione a RAF Lakenheath, la Malachowski ha partecipato per quattro mesi all'inizio del 2005 all'Operazione Iraqi Freedom, volando in 26 missioni di combattimento. Ha fatto domanda ed è stata accettata come pilota dei Thunderbirds nel giugno 2005. Ha completato l'addestramento di transizione agli F-16 Fighting Falcon con il 56° Fighter Wing a Luke AFB, in Arizona, e ha volato con il Thunderbird Team di base a Nellis AFB, in Nevada, dal novembre 2005 al novembre 2007.
Dopo aver completato con successo il suo tour con i Thunderbirds dell'USAF nel novembre 2007, con circa 140 esibizioni, ha prestato servizio nello staff del Commander, United States Air Force Warfare Center, a Nellis AFB, fino al giugno 2008.
In seguito è stato selezionata per partecipare come White House Fellow a Washington, dal 1° settembre 2008 al 31 agosto 2009, prestando servizio presso la General Services Administration con il Presidential Transition Support Team e come vice capo dello staff. È stata una sostenitrice del riconoscimento delle Women Airforce Service Pilots (WASP), le prime aviatrici militari americane che avevano prestato servizio durante la seconda guerra mondiale. Il 1° luglio 2009 ha partecipato a una cerimonia alla Casa Bianca durante la quale il presidente Barack Obama ha firmato la legge (S.614) che assegna una Medaglia d'oro del Congresso alle WASP. Pur dovendo usare una sedia a rotelle a causa della frattura della gamba sinistra, il tenente colonnello Malachowski ha tenuto un discorso durante la cerimonia tenutasi il 10 marzo 2010 al Campidoglio degli Stati Uniti, in cui è stata conferita la medaglia a Deanie Bishop Parrish a nome di tutti i 1.102 piloti WASP.
È stata vice comandante del 4º Squadrone di supporto alle operazioni, 4º Gruppo operativo, fino al 18 novembre 2011, quando ha assunto il comando del 333º Squadrone da combattimento a Seymour Johnson AFB.
Ha terminato il suo incarico con il 333d nel maggio 2013 e si è recata al Naval War College di Newport, Rhode Island, come studentessa.
Dopo aver lasciato il War College, la Malachowski ha ricoperto il ruolo di vice direttore della United States Air Force Readiness and Training presso il Dipartimento della Difesa. Nel maggio 2015 è stata annunciata come nuovo direttore esecutivo di Joining Forces, l'iniziativa della First Lady Michelle Obama e della Second Lady di Jill Biden a sostegno dei veterani, dei membri del servizio e delle famiglie dei militari.
Il colonnello Malachowski si è ritirato dal servizio nel 2017, dopo aver prestato 21 anni di servizio, in quanto aveva contratto una malattia trasmessa dalle zecche.

## Assegnazioni
1. Dicembre 1996 –  Marzo 1998: Studente, classe di addestramento piloti 98-03, Columbus AFB, Mississippi.
2. Marzo 1998 –  Gennaio 1999: Studente, Unità di addestramento formale F-15E, 333d Fighter Squadron, Seymour Johnson AFB, Carolina del Nord.
3. Gennaio 1999 –  Ottobre 2000: Pilota di F-15E, Ufficiale di addestramento a terra, Ufficiale di collegamento di standardizzazione e valutazione 492d Fighter Squadron, RAF Lakenheath, Inghilterra.
4. Ottobre 2000 –  Gennaio 2003: Pilota istruttore di F-15E, Capo del supporto vitale, Assistente Capo della programmazione, Pilota di combattimento elettronico di armi, Pilota di controllo funzionale, Supervisore di volo, 336th Fighter Squadron, Seymour Johnson AFB, Carolina del Nord.
5. Gennaio 2003 –  Gennaio 2004: Ufficiale di collegamento dell'esercito, Capo della Standardizzazione e della Valutazione, Vice Direttore del Centro Operativo Principale di Supporto Aereo, ASOC Fighter Duty Officer, 604º Squadrone Operativo di Supporto Aereo, Camp Red Cloud, Corea del Sud.
6. Gennaio 2004 –  Marzo 2004: Studente, F-15E TX-2, Classe 04-BTE2, 333d Squadrone da combattimento, Seymour Johnson AFB, Carolina del Nord.
7. Marzo 2004 –  Luglio 2005: Pilota istruttore di F-15E, Comandante di C-Flight, Supervisore di volo, 494th Fighter Squadron, RAF Lakenheath, Regno Unito.
8. Agosto 2005 –  Ottobre 2005: Allievo, F-16C/D TX-2, Classe 05-ATC, 61º Squadrone Caccia, Luke AFB, Arizona.
9. Novembre 2005 –  Novembre 2007: Pilota, USAF Air Demonstration Squadron, Nellis AFB, Nevada.
10. Dicembre 2007 –  Giugno 2008: Vicecapo, Gruppo d'azione del comando, United States Air Force Warfare Center, Nellis AFB.
11. Settembre 2008 –  Settembre 2009: General Services Administration, Borsista della Casa Bianca.
12. Settembre 2009 –  Ottobre 2010: SAF/IA Weapons Division, Chief, International Developmental Fighter Programs[29]
13. Ottobre 2010- Marzo 2011: Direttore delle operazioni, 4º Squadrone di Supporto alle Operazioni, Seymour Johnson Air Force Base AFB, NC[29]
14. Novembre 2011 –  Maggio 2013: Comandante, 333d Fighter Squadron, Seymour Johnson AFB, NC
15. Giugno 2013 –  Giugno 2014: Studente, Naval War College, Newport, RI.[28]
16. Settembre 2015 –  Maggio 2016: Direttore esecutivo dell'iniziativa Joining Forces, Borsista della Casa Bianca[19][30]

## Dati relativi al volo
Classificazione: Pilota di comando
Ore di volo: più di 2.300
Velivoli utilizzati: Laister-Kauffman TG-4, McDonnell Douglas F-15E Strike Eagle, General Dynamics F-16 Fighting Falcon

## Premi e decorazioni
I nastri di Nicole Malachowski al 1° agosto 2009:
| Bronze oak leaf cluster · Template:Ribbon devices/alt                                                     | Medaglia al Merito di Guerra con Medaglia di Bronzo con Foglia di Quercia                                  |
| Template:Ribbon devices/alt                                                                               | Air Medal                                                                                                  |
| Bronze oak leaf cluster · Template:Ribbon devices/alt                                                     | Medaglia di Benemerenza dell'Aeronautica Militare con Medaglia di Bronzo a forma di Foglia di Quercia      |
| Bronze oak leaf cluster · Bronze oak leaf cluster · Template:Ribbon devices/alt                           | Medaglia al Valore dell'Aeronautica Militare con due Medaglie di Bronzo a forma di Foglia di Quercia.      |
| Silver oak leaf cluster · Template:Ribbon devices/alt                                                     | Premio Outstanding Unità dell'Aeronautica Militare con Fascia d'Argento a forma di Foglia di Quercia       |
| Template:Ribbon devices/alt                                                                               | Premio per l'Eccellenza Organizzativa dell'Aeronautica Militare                                            |
| Template:Ribbon devices/alt                                                                               | Medaglia di Prontezza nel Combattimento                                                                    |
| Template:Ribbon devices/alt                                                                               | Medaglia al Servizio della Difesa Nazionale                                                                |
| Template:Ribbon devices/alt                                                                               | Medaglia di Spedizione delle Forze Armate                                                                  |
| Template:Ribbon devices/alt                                                                               | Medaglia della Campagna del Kosovo                                                                         |
| Template:Ribbon devices/alt                                                                               | Medaglia di Servizio per la Guerra Globale al Terrorismo                                                   |
| Template:Ribbon devices/alt                                                                               | Medaglia al Servizio della Difesa in Corea                                                                 |
| Template:Ribbon devices/alt                                                                               | Medaglia della Campagna Aerea e Spaziale                                                                   |
| Template:Ribbon devices/alt                                                                               | Nastro del Servizio di Breve Durata all'Estero dell'Aeronautica Militare                                   |
| Template:Ribbon devices/alt                                                                               | Nastro di Servizio di Lunga Durata dell'Aeronautica Militare all'Estero                                    |
| Bronze oak leaf cluster · Bronze oak leaf cluster · Bronze oak leaf cluster · Template:Ribbon devices/alt | Premio per il Servizio di Longevità dell'Aeronautica Militare con tre Fasce di Foglie di Quercia in Bronzo |
| Template:Ribbon devices/alt                                                                               | Nastro di Addestramento dell'Aeronautica Militare                                                          |

### Altri obiettivi raggiunti
2002: Distinto diplomato dell'Air Force Squadron Officer School
2008: Inserita nella Hall of Fame Internazionale delle Donne nell'Aviazione Pionieristiche
2019: Inserita nella National Women's Hall of Fame

## Date di promozione
| Insignia | Rank               | Date           |
| --- | ------------------ | -------------- |
| Insegne del grado di colonnello per l'Esercito degli Stati Uniti, l'Aeronautica e il Corpo dei Marines e del grado di capitano per la Marina degli Stati Uniti, la Guardia Costiera degli Stati Uniti, l'USPHSCC e il NOAACOC. | Colonnello         | febbraio 2015  |
| | Tenente colonnello | gennaio 2010   |
| | Maggiore           | 1 aprile 2006  |
| | Capitano           | 29 maggio 2000 |
| | Secondo tenente    | 29 maggio 1998 |
| Insegne di grado per sottotenente (USA) | Luogotenente       | 29 maggio 1996 |